# Miquel Porter i Moix
Miquel Porter i Moix (Barcelona; 10 de mayo de 1930-Altafulla, Tarragona; 18 de noviembre de 2004) fue historiador, catedrático universitario, crítico de cine, divulgador del cine catalán y de la canción en lengua catalana español.

## Trayectoria
Aunque indisolublemente unido al cine, entre sus polifacéticas actividades fue desde actor de teatro amateur, cantante, coleccionista, guionista, cineclubista, o también diputado en el Parlamento de Cataluña. Está considerado el principal estudioso de la historia del cine catalán y uno de los fundadores de la Nova Cançó, formando parte de Els Setze Jutges.
En su época universitaria mantenía actividades de todo tipo, especialmente relacionadas con la revista clandestina Curial, junto a Antoni Comas, Joaquim Molas y Joan Ferran Cabestany. También frecuentaba el Club 49 y los Estudis Universitaris Catalans, donde conoció a Ferran Soldevila, con la intención de hacer una tesis de cine.
En 1961, junto con Remei Margarit y Josep Maria Espinàs fundó el grupo de cantantes catalanes Els Setze Jutges con la intención de impulsar el movimiento de la Nova Cançó y reivindicar la normalización del catalán en el mundo de la música moderna. Su espejo era la chanson francesa de Georges Brassens o Léo Ferré y el folk autóctono catalán.
Fundó el Círculo Lumière del Instituto Francés de Barcelona, y el primer cineclub infantil de Cataluña (1957). También creó una Col·lecció Cinematográfica Catalana en unos salones de la librería familiar. Ambos hechos impulsaron la naturaleza artística del cine en Cataluña. Porter contribuía a la recuperación de películas y a la difusión de la cultura cinematográfica. Su labor permitió crear una base para la formación de las siguientes generaciones.
En 1969 consiguió llevar el cine a la universidad, en una parcela propia en el departamento de historia del arte. Porter se dedicó, sobre todo, a recuperar material fílmico de inicios del siglo XX, y gracias a su trabajo se pudieron salvar muchas películas de aquella época, la mayoría inéditas en su momento. Algunas eran de padres del cine como Segundo de Chomón o Fructuós Gelabert, a partir de los cuales hizo cortometrajes antológicos.
En las primeras elecciones al Parlamento de Cataluña tuvo una activa participación política, aunque no pudo estar finalmente entre los electos. Finalmente accedió con el partido Esquerra Republicana. Ejerció el cargo de director de cinematografía de la Generalidad de Cataluña entre 1977 y 1986, impulsando la Filmoteca de Cataluña. Fue distinguido con el Premio Creu de Sant Jordi. 
En 1992 fue galardonado con el Premio de Cinematografía de la Generalidad de Cataluña. También, desde 1996 fue rector de la Universidad Catalana de Verano de Prades y desde 2001, también fue presidente del patronato.
En 2007 y a título póstumo fue galardonado junto al resto de los miembros del grupo con la Medalla de Honor del Parlamento de Cataluña en reconocimiento por su labor realizada para "Els Setze Jutges".
Especialista reconocido en cine soviético, fue autor de la Història del cinema rus i soviètic (1968), así como de numerosos estudios, como Adrià Gual i el cinema primitiu de Catalunya: 1897-1916 (1985), y la Història del cinema a Catalunya: 1895-1990 (1992). Otros títulos suyos son: Cinema per a infants (1963), Las claves del cine (1989), La filmoteca ideal (1995) y Cinema i televisió (1996).